# Françoise de La Chassaigne
Françoise Léonore de La Chassaigne oder Françoise de Montaigne (* 15. Dezember 1544; †  7. März 1627) war eine französische Adelige und Ehefrau von Michel de Montaigne.

## Leben und Wirken
Françoise de La Chassaigne war die Tochter von Joseph de La Chassaigne (ca. 1515–1572), einem Schildknappen, écuyer, Ritter, Seigneur de Javerlhac, Berater des Königs Franz I. im Parlement in der Zeit von 1538 bis 1543, Präsident des Parlement von Bordeaux im Jahre 1569 und dessen Ehefrau Marguerite de Douhet (* um 1515). Die beiden waren seit dem 11. Mai 1538 miteinander verheiratet.
Sie hatte noch drei Brüder: Geoffroy de La Chassaigne, soudan de Pressac (1540–1623), François de La Chassaigne, Nicolas de La Chassaigne sowie eine Schwester, Jeanne de La Chassaigne (ca. 1562–1628).
Am Sonntag, dem 23. September 1565, heiratete sie Michel de Montaigne. Michel war bei der Hochzeit 32 und Françoise 20 Jahre alt. Sie gebar ihm sechs Töchter, nur eine – Léonor oder Éléonore Eyquem de Montaigne (9. September 1571–23. Januar 1616) – überlebte. Am 28. Juni 1570 wurde dem Paar die Tochter Thoinette geboren, sie starb nach zwei Monaten. Am 9. September 1571 kam Léonor zur Welt, das einzige Kind, das das Erwachsenenalter erlebte; am 5. Juli 1573 eine weitere Tochter, die schon nach sieben Wochen verstarb, dann am 27. Dezember 1574 eine Tochter, die notgetauft wurde und drei Monate später starb, am 16. Mai 1577 eine Tochter, die nach einem Monat starb, und letztlich am 21. Februar 1583 eine Tochter namens Marie, die wenige Tage nach ihrer Geburt den Tod fand.

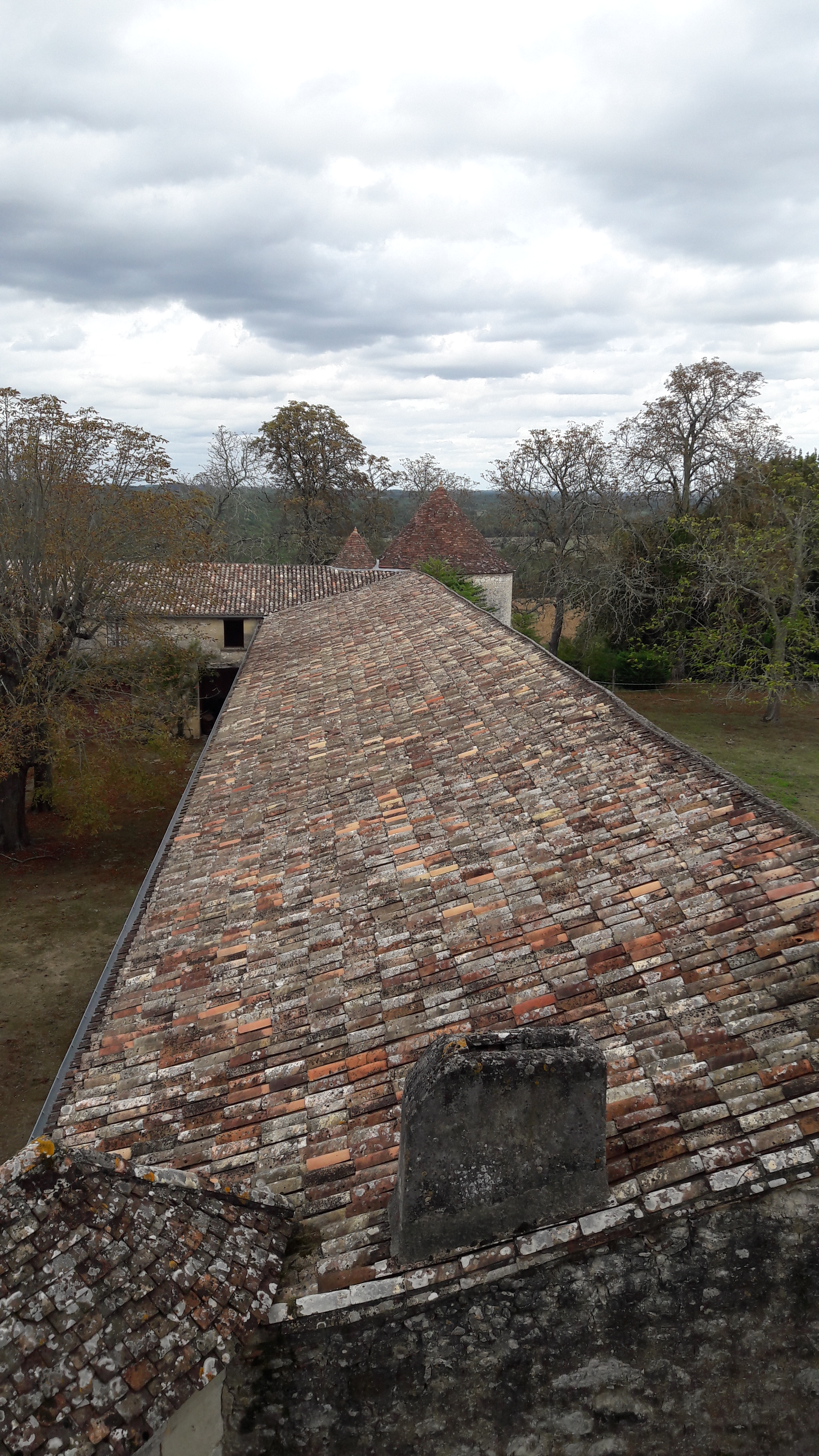
2. Etage: Blick aus der Garderobe in östlicher Richtung. Der Turm (weißer Verputz mit spitzkegeligem Dach) am Ende des östlichen Schlossflügels gehörte seiner Frau, Françoise de La Chassaigne.

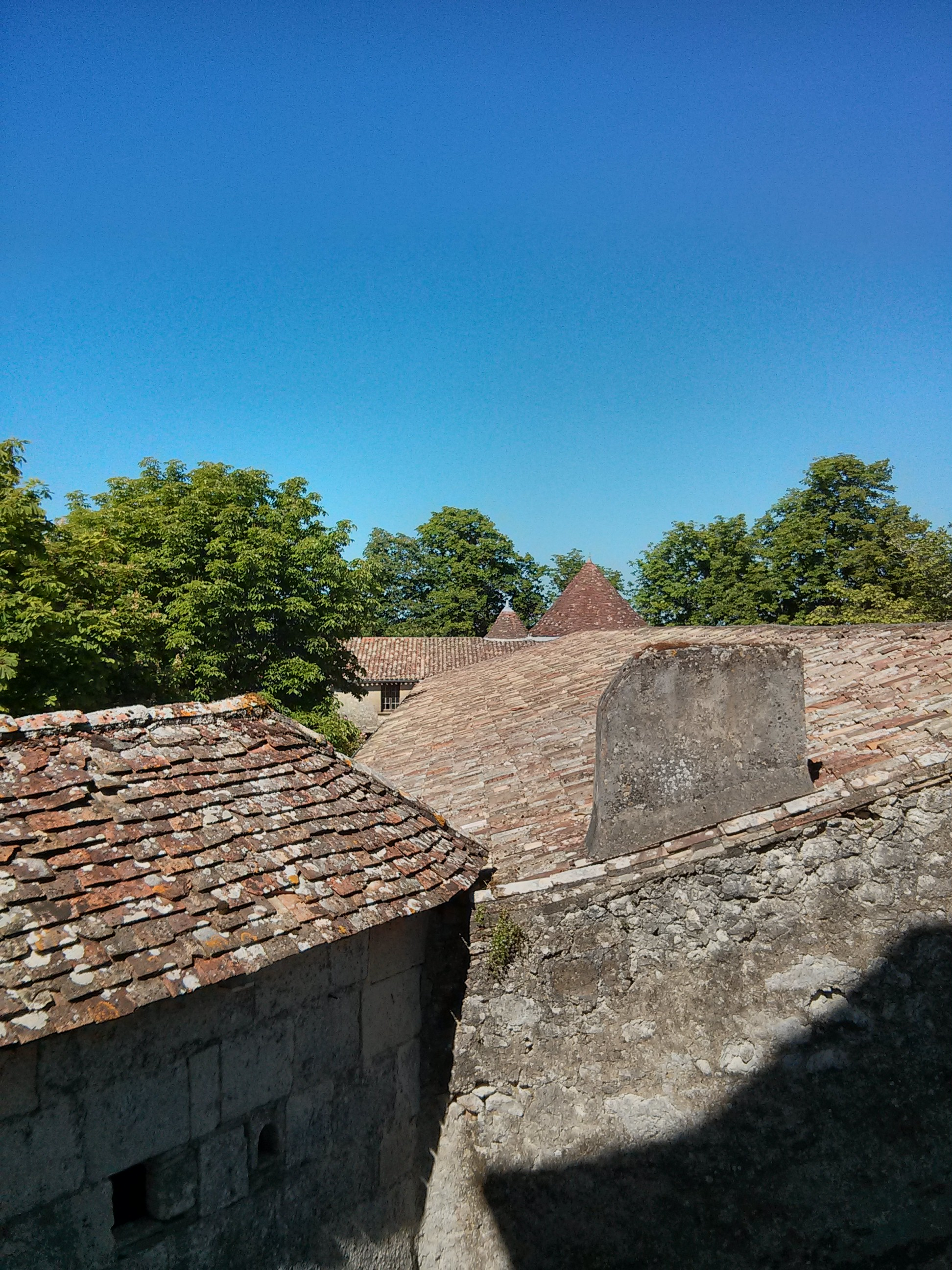
Fenster in östlicher Richtung. Die Turmspitze im Hintergrund ist der Turm seiner Frau.

Florimond de Raemond beschreibt die Gattin seines Freundes als eine Frau von außergewöhnlicher Schönheit und großem Liebreiz.
Françoise de Montaigne und ihr Mann führten ihr Alltagsleben auf getrennten Wegen. Sie lebte im Schloss Montaigne im Tour de Madame, während er sich in seinem Bibliotheksturm aufhielt. So konnte die Schwiegermutter Antoinette de Louppes de Villeneuve (1514–1603) sich im Hauptgebäude des Schlosses aufhalten, das sie bis zum Jahre 1587 bewohnte.
Nicht nur das Verhältnis ihres Ehemanns zu seiner Mutter, sie verstarb 1603, sondern auch ihre Beziehung zu der Schwiegermutter Antoinette de Louppes de Villeneuve war konfliktbeladen.
Die Tochter Éléonore Eyquem de Montaigne heiratete am 27. Mai 1590 ihren ersten Ehemann François de La Tour (1559–1594). Für die Vermählung erhielt das Paar eine Mitgift von 20.000 Livres. Das Paar wohnte in der Saintonge und hatte eine Tochter namens Françoise de la Tour. Am 20. Oktober 1608 heiratete Éléonore ihren zweiten Ehemann Charles de Raymond de Gamaches († 1630).